# 不二木阿古
不二木 阿古（ふじき あこ、1896年（明治29年）‐1943年（昭和18年）4月23日）は明治時代から昭和時代にかけての日本画家。

## 来歴
北野恒富の門人。本名は藤木正夫。兵庫県の生まれ。神戸の国際港近辺で育ち、15歳か16歳ころ、まず島御風に師事した後、恒富の門下に入り、10年ほど主に恒富の創立した白耀社という画塾において活躍した。その後、堂本印象の門下になり、東丘会でも活躍した。また、大正期には大阪美術展、大阪市美術協会展などに当時の先鋭的な意識を反映した未来派のような実験的作品を出品したが、昭和に入ると端正かつ温雅な画風に変化、特に風俗画、人物画に優れていた。1925年（大正14年）に奈良市幸町に引越してきた志賀直哉と親交を深めていた。その翌年、（1926年（大正15年）の愛7回帝展において「夕がほ」が初入選を果たすと、以降、帝展や新文展にてたびたび入選をしている。その後、1931年（昭和6年）には無鑑査になっている。1935年（昭和10年）には大阪朝日新聞社から発行された英文雑誌『PRESENT-DAY JAPAN』の表紙絵を手がけている。
1937年（昭和12年）の第2回新文展では「将棋親舊」が特選を受賞した。
1930年ころの作品「海水浴の図」はワンピースの水着を着て腰掛けるモダンガールと保守的な夏の振袖を着た立姿の女性を対比的に描いている。享年48。

## 作品
- 「海水浴の図」　絹本着色　ホノルル美術館所蔵　昭和5年ころ
- 「夏の日」絹本着色 京都市美術館所蔵　昭和14年
- 「太閤明を怒る」　絹本着色　京都市美術館所蔵　昭和16年
- 「爽朝」　絹本着色　島根県立石見美術館所蔵  昭和16年
- 「朝露」　絹本着色 　東京国立近代美術館所蔵 昭和17年